# Ібрагім Хакімі
Ібрагім Хакімі (перс. اابراهیم حکیمی; 15 серпня 1871 — 19 жовтня 1959) — іранський державний і політичний діяч, тричі очолював уряд країни.